# Pseudopompilia mimica
Pseudopompilia mimica là một loài bướm đêm thuộc phân họ Arctiinae, họ Erebidae.